# Morača
Il Morača (in montenegrino Морача) è un fiume del Montenegro, che sorge dal monte Rzača. Scorre per circa 113 km, prima di sfociare nel lago di Scutari.

## Descrizione

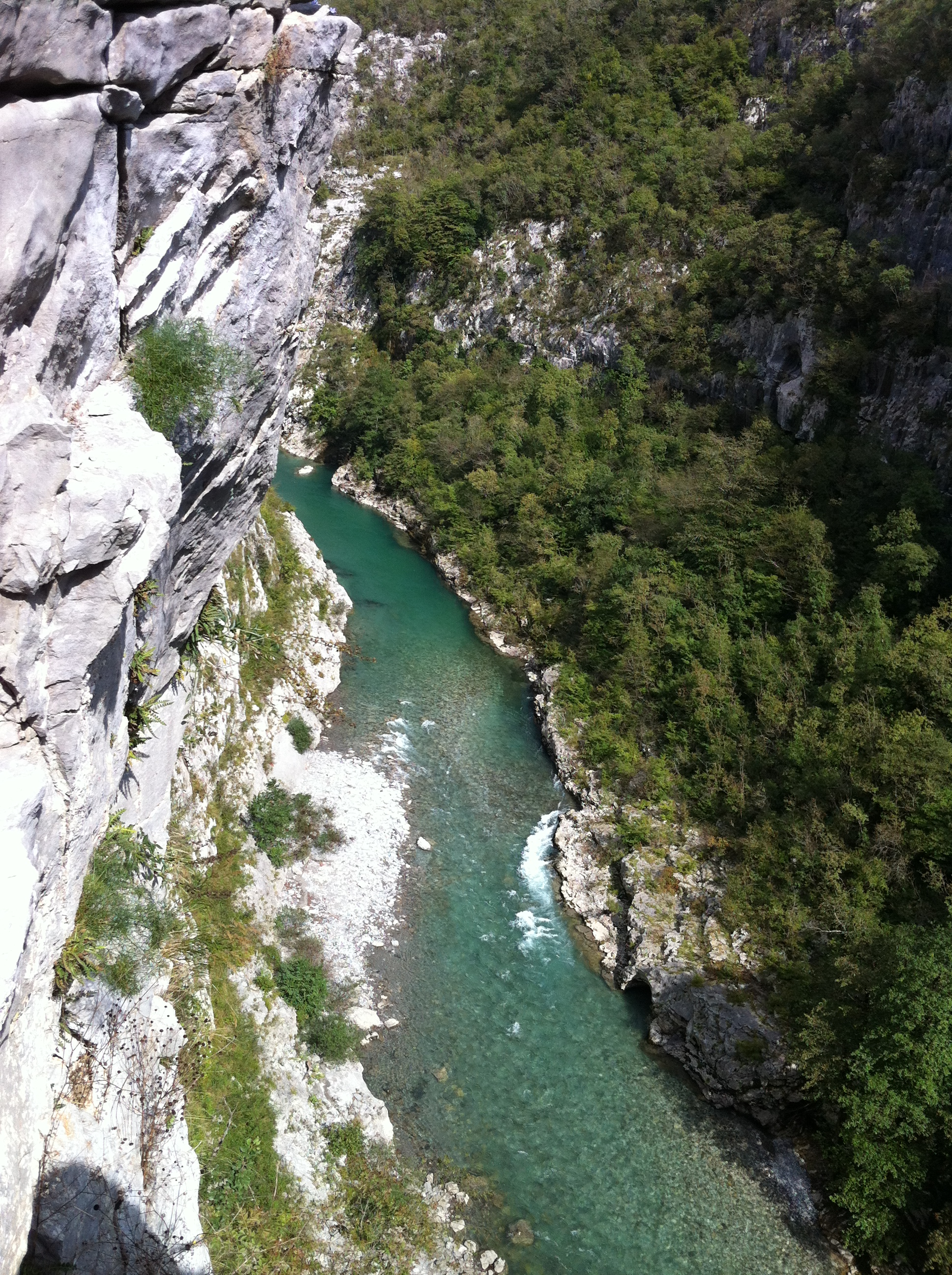
La gola del Morača presso Kolašin

Nella sua parte settentrionale, il Morača è un rapido fiume di montagna, che poi incontra l'affluente Zeta in un canyon a nord di Podgorica, presso il sito archeologico dell'antica città di Doclea. Il Morača è un fiume relativamente piccolo, raramente raggiunge i 100 metri di larghezza ed è per lo più poco profondo, di conseguenza non è navigabile.
Il Morača è considerato uno dei simboli della capitale montenegrina, ed è il fiume più grande che scorre nella città. Viene rappresentato spesso in alcune bandiere e simboli nazionali.